# Psapharochrus ridleyi
Psapharochrus ridleyi är en skalbaggsart som först beskrevs av Waterhouse 1890.  Psapharochrus ridleyi ingår i släktet Psapharochrus och familjen långhorningar. Inga underarter finns listade i Catalogue of Life.